# Topsala fjärden
Topsala fjärden är en fjärd i Finland. Den ligger i Korpo i landskapet Egentliga Finland, i den sydvästra delen av landet, 190 km väster om huvudstaden Helsingfors.
Topsala fjärden ligger vid ön Topsala. Den ansluter i väster till Hönssundet och i sydöst till Kyrkfjärden.